# Campo de' Fiori
Le Campo de’ Fiori (littéralement le « champ des fleurs ») est une place de Rome.
Son nom viendrait du fait qu'à cet endroit même, au Moyen Âge, existait une vaste prairie dominée par la forteresse de la puissante famille Orsini.
Cette place très achalandée est située entre la Piazza Navona et le palais Farnèse. Le Campo de' Fiori s'étendait jadis jusqu'au terrain devant le théâtre de Pompée. Au centre du Campo de' Fiori, se trouve la statue de Giordano Bruno, qui rappelle que ce moine dominicain y fut brûlé vif le 17 février 1600.
Tous les jours de la semaine sauf le dimanche se tient un marché de fruits et légumes ; on y trouve également des marchands de poisson.

## Monuments
- Palais Farnèse
- Palais Spada, siège du Conseil d'État,
- Palais du Mont-de-Piété, où l'on pouvait obtenir un prêt en gage de biens personnels,
- le Piccola Farnesina, où on trouve la collection de sculptures de Giovanni Barracco.

Près du Mont de Piété se trouvent les souterrains de l'église San Paolo alla Regola où on a découvert les vestiges d'une maison romaine.

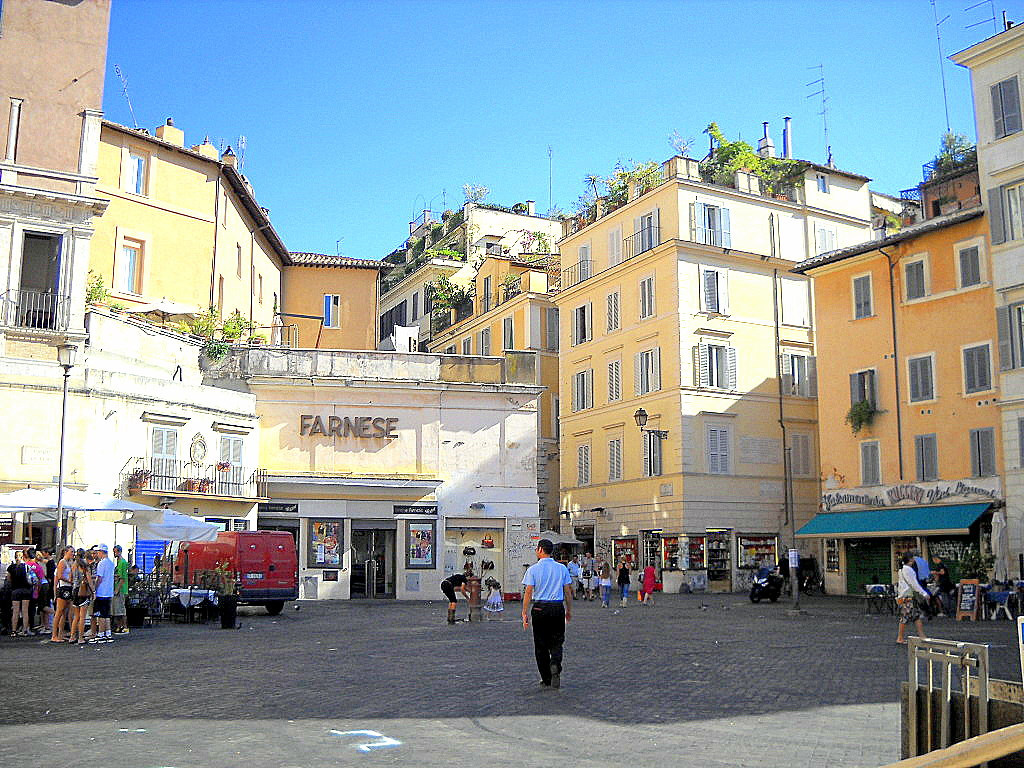
Coin de la place
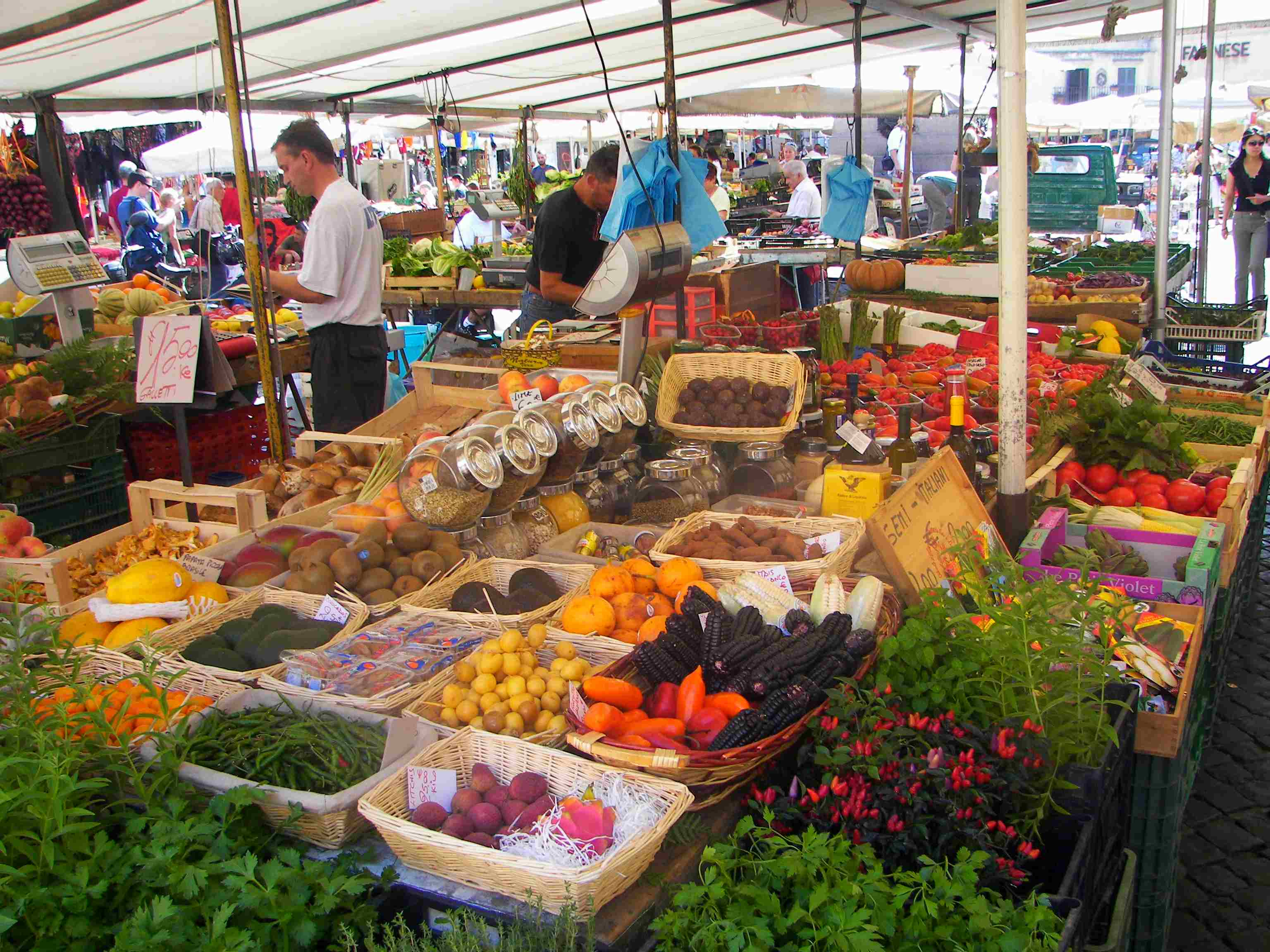
Le marché
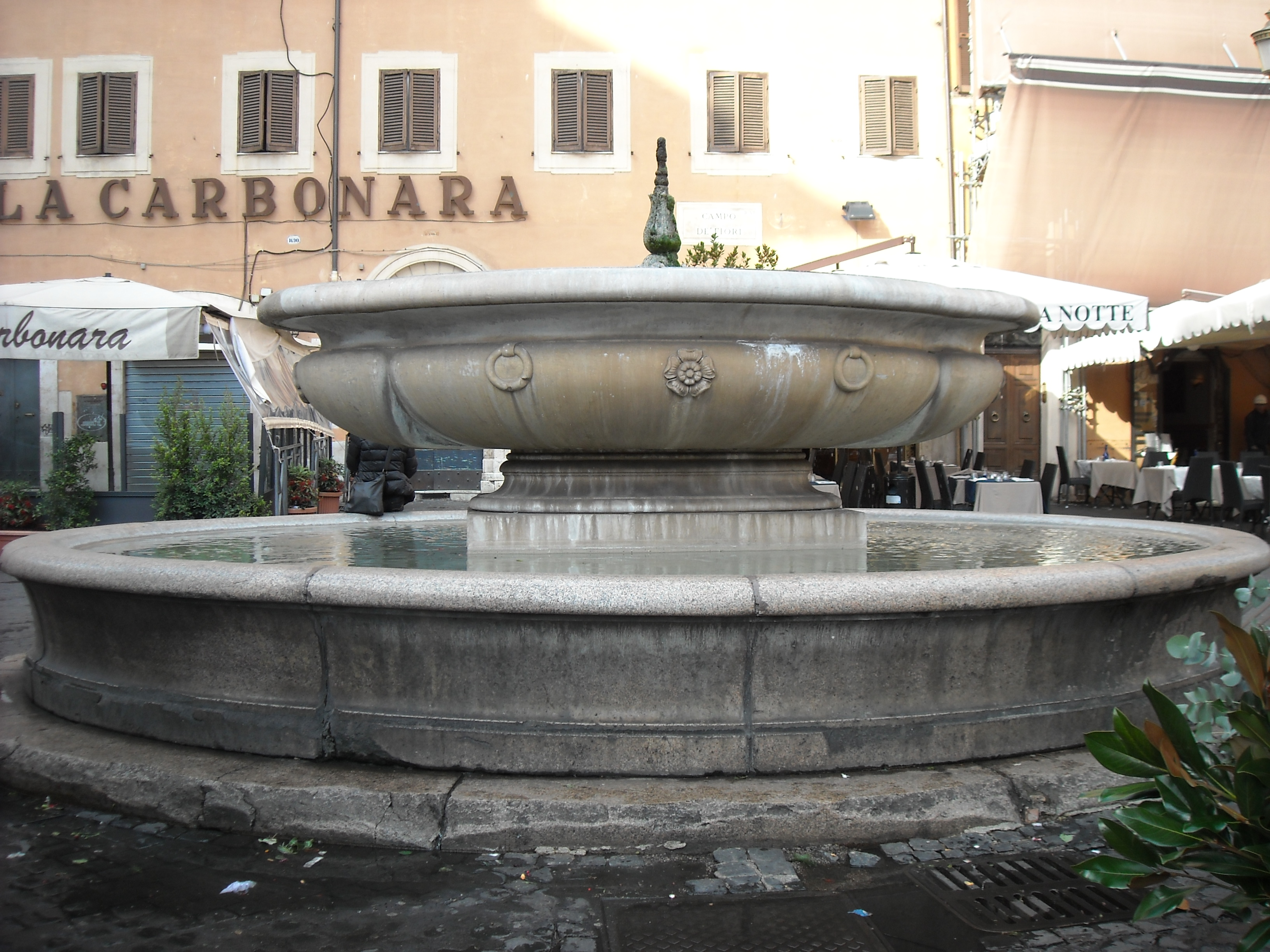
Fontaine
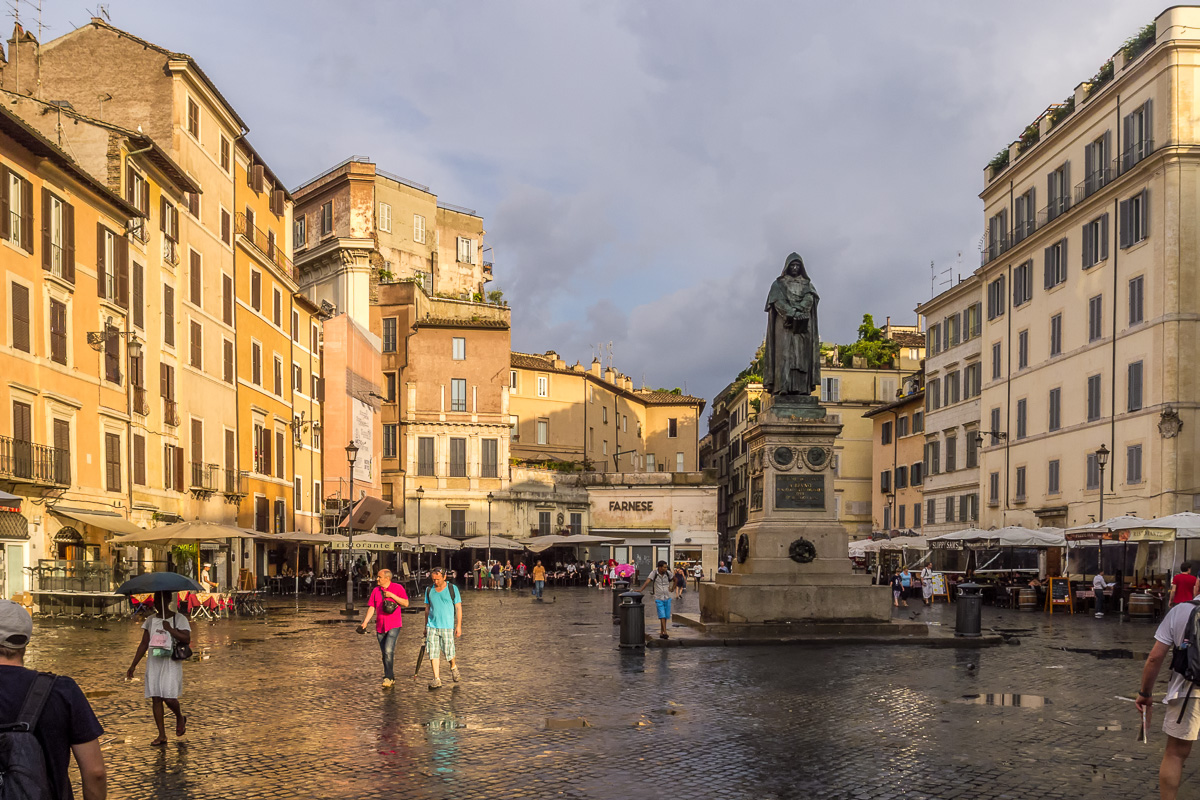
Panorama
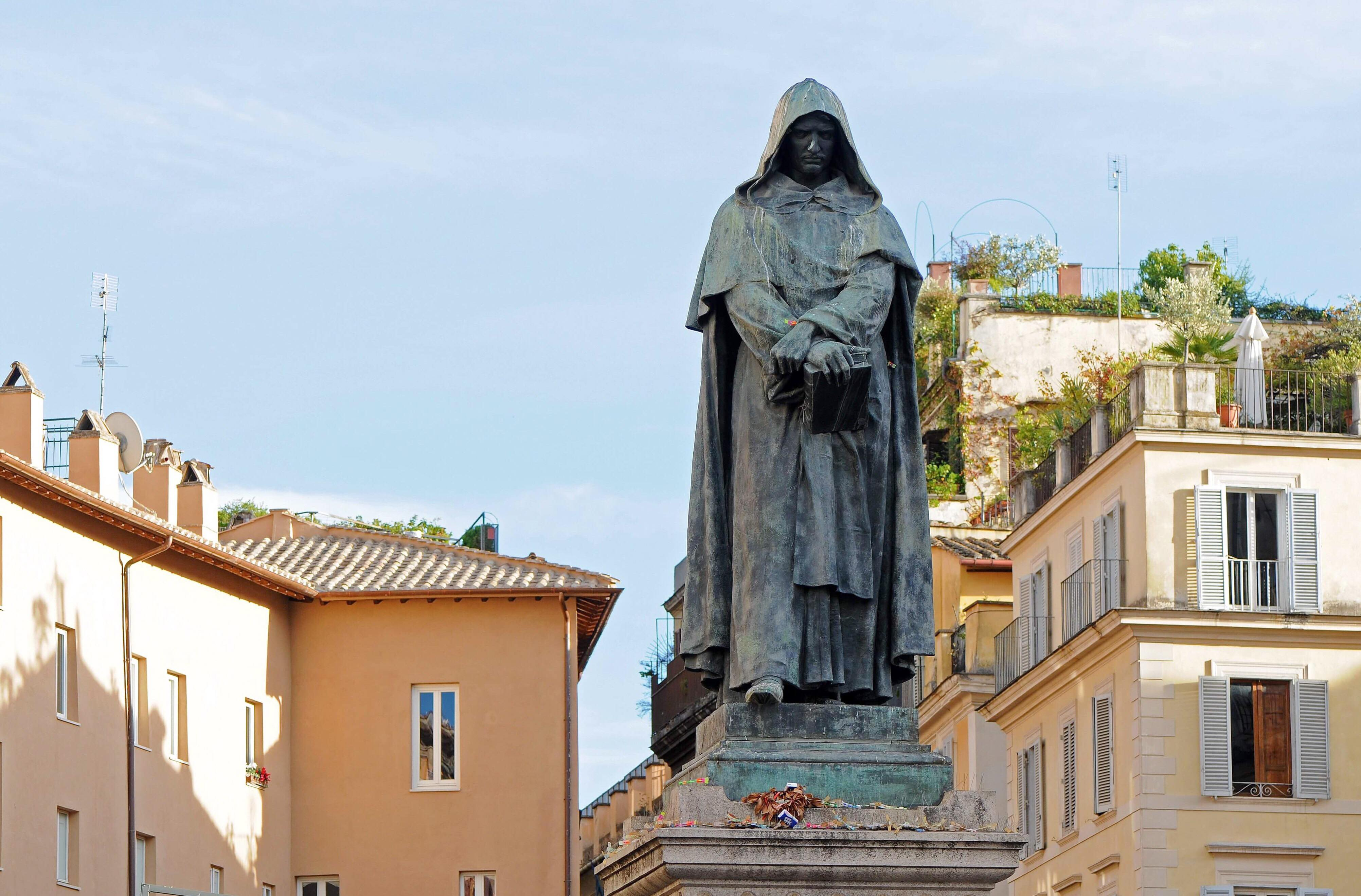
Statue de Giordano Bruno sur la place du Campo de’ Fiori
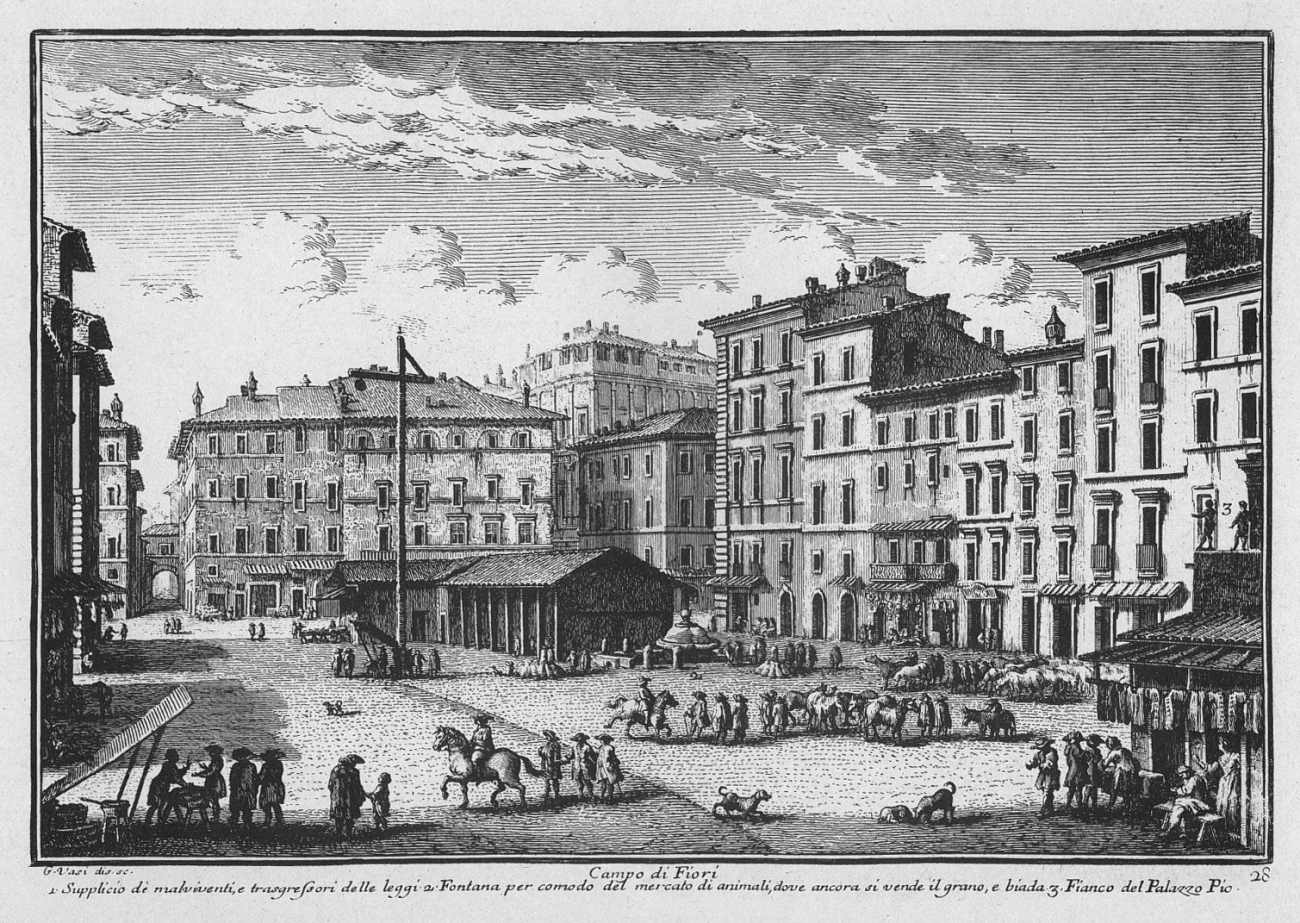
Gravure ancienne

## Églises
De nombreuses églises se trouvent à proximité du Campo de' Fiori, entre autres :
- l'église de la Santissima Trinità dei Pellegrini, où les pèlerins pauvres arrivant à Rome étaient accueillis,
- l'église Sant'Eligio degli Orefici, dessinée par Raphaël,
- l'église San Girolamo della Carità, qui renferme l'exceptionnelle chapelle Spada de l'architecte et sculpteur Francesco Borromini, considéré comme rival du Bernin,
- l'église Santa Maria in Monserrato degli Spagnoli qui renferme un buste du cardinal Pedro Foix de Montoya par le Bernin.

À deux pas de la statue de Giordano Bruno se trouve le palais de la Chancellerie, qui abrite les services administratifs du Vatican, ce qui explique sans doute la volonté du Vatican plusieurs fois exprimée de faire déplacer cette sculpture. La peine de mort infligée en 1600 par l'Inquisition au moine et philosophe italien (ainsi qu'à bien d'autres personnes accusées d'hérésie), et appliquée sur ce même endroit, est pourtant indirectement à la base du fait que le Campo de' Fiori reste à présent la seule place de Rome sans églises ou d'autres lieux de culte.

## Dans la culture populaire
- Campo de' Fiori est aussi un film de Mario Bonnard sorti en 1943.